# Geumsan Ginseng Asia/Saison 2011
Dieser Artikel listet Erfolge und Mannschaft des Radsportteams Geumsan Ginseng Asia in der Saison 2011 auf.

## Erfolge in den Continental Circuits
Bei den Rennen des UCI Continental Circuits gelangen dem Team nachstehende Erfolge.
| Datum     | Rennen                                       | Kat. | Fahrer          |
| --------- | -------------------------------------------- | ---- | --------------- |
| 22. April | 7. Etappe Tour de Korea                      | 2.2  | Ki Hong Yoo     |
| 25. Juni  | Südkoreanische Meisterschaft – Straßenrennen | NC   | Hyeong Min Choe |

## Abgänge – Zugänge
| Zugänge           | Team 2010            | Abgänge              | Team 2011               |
| ----------------- | -------------------- | -------------------- | ----------------------- |
| Aurélien Passeron | Meridiana Kamen Team | Takeshi Igarashi     | Fuji-Cyclingtime.com    |
| Hyo Suk Gong      | Seoul Cycling        | Shinichi Fukushima   | Terengganu Cycling Team |
| Eung Min Kim      | Neoprofi             | Anuar Manam          | Terengganu Cycling Team |
| Jin Hoon Kim      | Neoprofi             | Nara Motoi           | Terengganu Cycling Team |
| Joon Yeong Park   | Neoprofi             | Phuchong Sai-Udomsin | Terengganu Cycling Team |
|                   |                      | Vincent Ang          | Unbekannt               |
|                   |                      | Kōji Fukushima       | Unbekannt               |
|                   |                      | Woo Ram Jung         | Unbekannt               |
|                   |                      | Jong Kwang Kim       | Unbekannt               |
|                   |                      | Youn Gyuk Kim        | Unbekannt               |
|                   |                      | Sang Gyu Lee         | Unbekannt               |
|                   |                      | Ji Wen Low           | Unbekannt               |

## Mannschaft
| Name              | Geburtstag       | Nationalität |
| ----------------- | ---------------- | ------------ |
| Hyeong Min Choe   | 15. April 1990   | Südkorea     |
| Hyo Suk Gong      | 1. Januar 1986   | Südkorea     |
| In Hyeok Hwang    | 20. Januar 1988  | Südkorea     |
| Eung Min Kim      | 17. Juli 1992    | Südkorea     |
| Jin Hoon Kim      | 1. Mai 1992      | Südkorea     |
| Jun Oh Kwon       | 28. Oktober 1989 | Südkorea     |
| Joon Yeong Park   | 18. April 1992   | Südkorea     |
| Aurélien Passeron | 19. Januar 1984  | Frankreich   |
| Ki Hong Yoo       | 24. März 1988    | Südkorea     |

## Platzierungen in UCI-Ranglisten
UCI Asia Tour 2011
|      | Fahrer            | Punkte |
| ---- | ----------------- | ------ |
| 125. | Hyo Suk Gong      | 21     |
| 211. | Aurélien Passeron | 10     |
| 240. | Ki Hong Yoo       | 8      |

UCI Europe Tour 2011
|      | Fahrer            | Punkte |
| ---- | ----------------- | ------ |
| 352. | Aurélien Passeron | 45     |